# Oxyfluorfen
Oxyfluorfen ist eine chemische Verbindung aus der Gruppe der Diphenylether-Herbizide.

## Gewinnung und Darstellung
Oxyfluorfen kann durch Reaktion von 3,4-Dichlorbenzotrifluorid mit Resorcinol und anschließende Behandlung des Reaktionsprodukts mit Ethanol in Gegenwart von Kaliumhydroxid gewonnen werden.

## Eigenschaften
Oxyfluorfen ist ein oranger Feststoff, der praktisch unlöslich in Wasser ist. Es ist stabil gegenüber Hydrolyse bei pH-Werten von 5, 7 und 9. In Lösung findet rasche Photodegration statt.

## Verwendung
Oxyfluorfen wird als Herbizid eingesetzt. In den USA wurde es zur Vor- und Nachauflaufkontrolle von jährlichem breitblättrigem Unkraut und Gräsern bei einer Vielzahl von Baumfrüchten, Nüssen, Reben und Feldkulturen verwendet. In der Landwirtschaft wird es vor allem bei Weintrauben und Mandeln, ansonsten auch im privaten Ziergehölzen und in der Forstwirtschaft eingesetzt. Oxyfluorfen dient auch zur Unkrautbekämpfung in Zufahrten und ähnlichen Bereichen in Wohngebieten. Es wurde in den USA 1979 erstmals zugelassen. Es wurde 2010 einer Review durch die EFSA unterzogen. Seit 2012 ist es in der EU befristet bis 2021 zugelassen.
In Deutschland, Österreich und der Schweiz sind keine Pflanzenschutzmittel mit diesem Wirkstoff zugelassen.